# Ivana Brkljačić
Ivana Brkljačić (Villingen-Schwenningen, 25. siječnja 1983.), hrvatska atletičarka, hrvatska prvakinja i rekorderka u bacanju kladiva te prva hrvatska atletičarka koja je kladivom prebacila 70m (2005.) i 60m (2000.).
Rodom je iz Like, iz obitelji bunjevačkih Hrvata. Živjela je u svome djetinjstvu od 1983. do 1993. u Trnovcu kraj Gospića.
2007. godine dobitnica je Državne nagrade za šport "Franjo Bučar". Njezin najbolji rezultat iznosi 75,08 m, što je hrvatski rekord. Toliko je bacila na atletskom mitingu u Varšavi u lipnju 2007. U tom trenutku to je bio 8. najbolji rezultat u povijesti.

## Rezultati
| Godina | Natjecanje                               | Mjesto | Duljina |
| ------ | ---------------------------------------- | ------ | ------- |
| 1999.  | Mlađejuniorsko SP u Bydgoszczu           | 3.     | 55,69 m |
| 2000.  | OI u Sydneyu                             | 11.    | 63,20 m |
| 2000.  | Juniorsko SP u Santiago de Chileu        | 1.     | 62,22 m |
| 2001.  | Juniorsko EP u Grossetu                  | 1.     | 64,18 m |
| 2001.  | SP u Edmontonu                           | 8.     | 65,43 m |
| 2002.  | Juniorsko SP u Kingstonu                 | 1.     | 65,39 m |
| 2002.  | EP u Münchenu                            | 14.    | 62,46 m |
| 2003.  | SP u Parizu                              | 35.    | 60,06 m |
| 2004.  | OI u Ateni                               | 13.    | 68,21 m |
| 2005.  | Europski zimski bacački kup u Mersinu    | 1.     | 71,00 m |
| 2005.  | Kup Europe u Gävleu (B finale)           | 1.     | 68,25 m |
| 2005.  | SP u Helsinkiju                          | 15.    | 65,63 m |
| 2006.  | Europski zimski bacački kup u Tel Avivu  | 4.     | 68,97 m |
| 2006.  | Kup Europe u Banskoj Bystrici (B finale) | 2.     | 66,52 m |
| 2006.  | EP u Göteborgu                           | 21.    | 63,31 m |
| 2007.  | Svjetska atletska finala                 | 2.     | 73,22 m |

## Vanjske poveznice
- Ivana Brkljačić